# Renato Primavera Marinho
Renato Primavera Marinho (Rio de Janeiro, 24 de Janeiro de 1924 – Rio de Janeiro, 16 de Janeiro de 2021) foi um arquiteto e paisagista carioca, responsável por diversas obras, em destaque o desenho que ilustra o passeio do Calçadão de Ipanema.
Cursou Belas Artes em sua juventude, foi um apaixonado por fotografia, botânica e pinturas abstratas.
Foi membro da Fundação Parques e Jardins (FPJ) deixando grande legado para o Rio de Janeiro.
O design criado para ilustrar o célebre Calçadão de Ipanema foi uma encomenda governador do estado da Guanabara, Cláudio Lacerda, em comemoração ao quarto centenário da cidade do Rio de Janeiro.

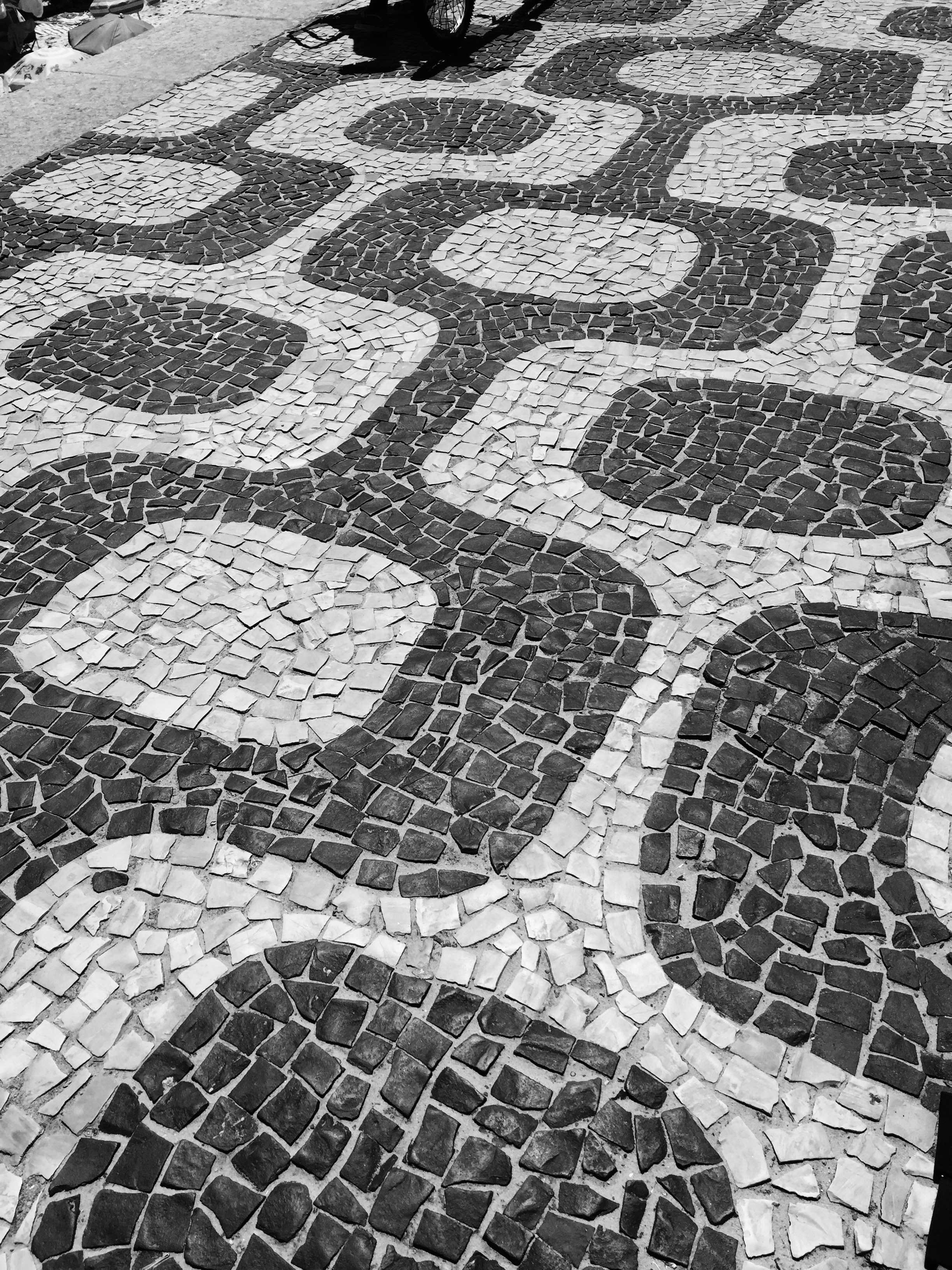
Padrão geométrico criado pelo Arquiteto e Paisagista em comemoração ao quarto centenário do Rio de Janeiro em 1965.

### Vida pessoal
Por ser uma figura muito reservada nunca almejou fama sobre suas obras, este é o motivo pelo qual pouco se fala a seu respeito.
Viveu uma vida pacata na Tijuca junto a sua família, falecendo de causas naturais aos 96 anos. Deixando dois filhos, 4 netos e 3 bisnetos. 
Além de sua dedicação a arquitetura e ao paisagismo, Primavera dedicou às artes plásticas, criando pinturas abstratas em cores vibrantes e padrões elegantes.